# داستى اندرسون
داستى اندرسون (بالإنجليزية: Dusty Anderson)‏ هي عارضة وممثلة أمريكية، ولدت في 17 ديسمبر 1918 بتوليدو في الولايات المتحدة.

## أعمال

### أفلام
- (1944) فتاة الغلاف

## وصلات خارجية
- داستى اندرسون على موقع IMDb (الإنجليزية)
- داستى اندرسون على موقع أول موفي (الإنجليزية)
- داستى اندرسون على موقع قاعدة بيانات الأفلام السويدية (السويدية)
- داستى اندرسون على موقع قاعدة بيانات الفيلم (الإنجليزية)